# Pathologische Fraktur

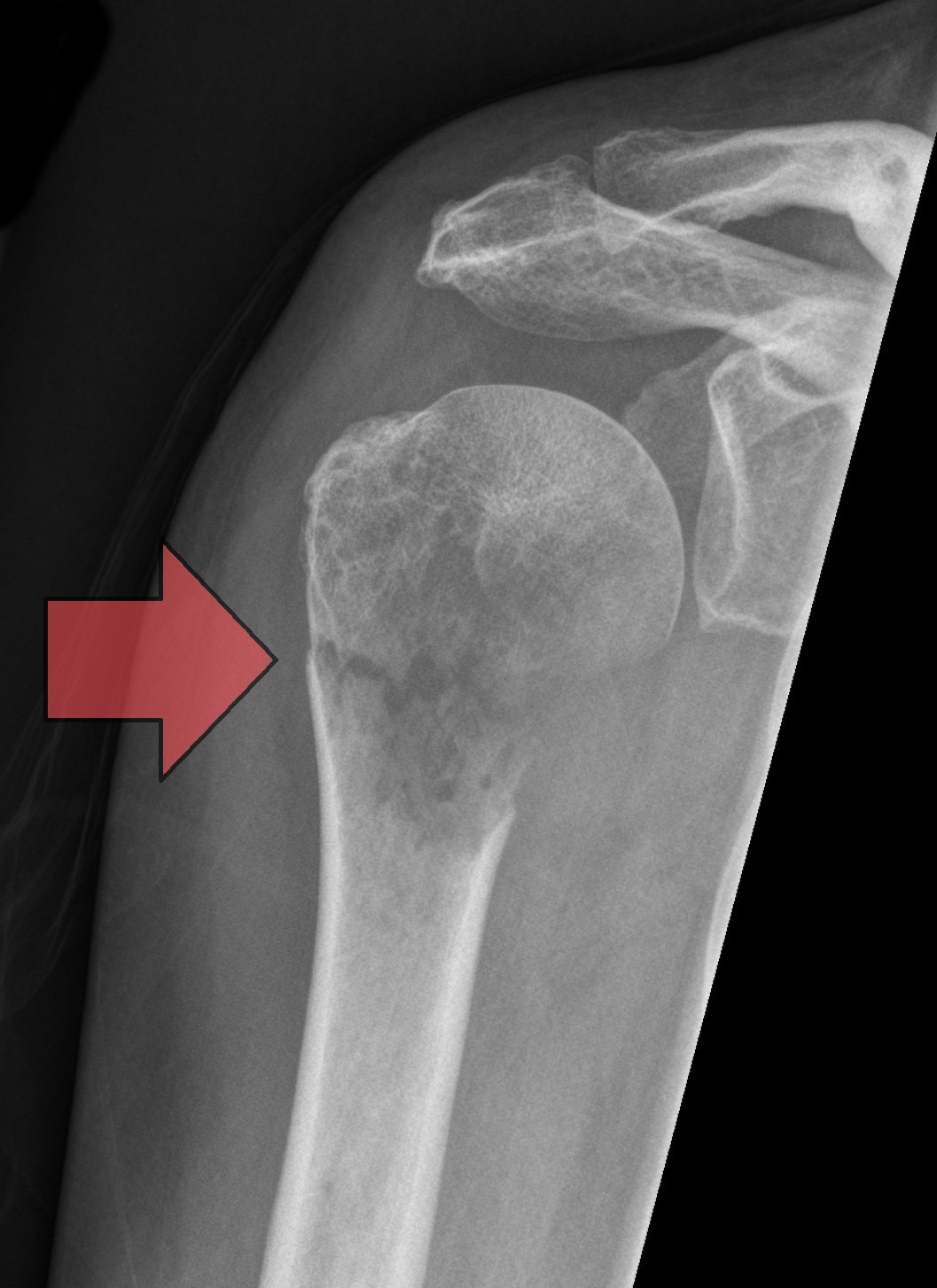
Osteolyse und pathologische Fraktur am Oberarmknochen bei einer Metastase eines Nierentumors.

Die pathologische Fraktur (Synonym: Spontanfraktur) ist ein Knochenbruch, der „spontan“, also ohne adäquates Trauma, aufgrund einer erkrankungsbedingten Schwächung des Knochens auftritt. Dabei kann die geschwächte Knochenstruktur sowohl durch den Zug der Muskulatur bei Alltagsbewegungen, als auch durch Bagatelltraumen (denen ein gesunder Knochen ohne weiteres standgehalten hätte) brechen.
Als Beispiele für Erkrankungen, die Grundlage pathologischer Frakturen sind, gelten Osteoporose oder Metastasen in Knochen, seltener auch Knochentumore (z. B. Osteom, Osteosarkom u. a.), Hyperparathyreoidismus, Osteopetrose, Osteomalazie und plasmozytombedingte Osteolysen.
Die erste Beschreibung einer pathologischen Fraktur stammt von Wilhelm Fabry (17. Jahrhundert).